# Hayden Roulston
Hayden Roulston, né le 10 janvier 1981 à Ashburton, est un coureur cycliste néo-zélandais, professionnel entre 2003 et 2015. Il concourt sur route et sur piste. Il a notamment plusieurs fois champion de Nouvelle-Zélande sur route et double médaillé aux Jeux olympiques de 2008 à Pékin en poursuite individuelle et par équipes. Régulièrement associé à Gregory Henderson pour la course à l'américaine, il a obtenu la médaille d'argent de cette discipline aux mondiaux sur piste 2003.

## Biographie

### L'arrivée en France
Hayden Roulston arrive en France, au club Bressuire Activités Cyclistes, au début des années 2000. Il y rencontre le succès sur les épreuves amateurs françaises, remportant onze courses (deux en 2001 et neuf en 2002). Il se classe également deuxième du Tour de Wellington en 2002, et obtient ses premiers résultats significatifs sur piste cette année-là. Il obtient la médaille de bronze de la poursuite par équipes aux Jeux du Commonwealth et participe avec succès à la manche de Sydney de la coupe du monde. Un mois après cette compétition, en juin, il signe un premier contrat professionnel avec l'équipe française Cofidis pour les saisons 2003 et 2004.

### 2003-2004: Cofidis
En rejoignant Cofidis, Hayden Roulston devient le compagnon d'entraînement de David Millar à Biarritz. Ses principaux résultats sur route durant sa première saison professionnelle sont obtenus au Tour de Belgique, où il remporte le maillot rouge du classement des sprints et au Tour de Pologne où il gagne la septième étape. Durant l'été, il prend part aux championnats du monde de cyclisme sur piste à Stuttgart. Il y obtient la médaille d'argent de l'américaine avec Gregory Henderson.
En 2004, Roulston se met à nouveau en évidence sur les routes belges en remportant la première étape du Tour de la Région wallonne. Il monte également sur le podium du Tour du Doubs et du championnat de Nouvelle-Zélande sur route. Il participe aux Jeux olympiques d'Athènes, où il se classe septième de l'américaine avec Henderson.

### 2005: Discovery Channel
En septembre 2004, Heyden Roulston s'engage pour les saisons 2004 et 2005 avec l'équipe américaine Discovery Channel. Il réside alors à Waregem, en Flandre-Occidentale. Ses débuts avec sa nouvelle équipe sont difficiles. Malade durant le Tour de Langkawi, il aborde la saison belge par Kuurne-Bruxelles-Kuurne en ayant effectué deux jours de course. Il fait néanmoins une très bonne course, finissant septième après avoir travaillé pour son leader George Hincapie, qui l'emporte. Il participe aux courses flamandes jusqu'au Tour des Flandres. Souffrant d'un kyste dont il est opéré, il ne court plus durant le reste de la saison. En octobre, il est impliqué dans une rixe à Timaru et écope d'une amende. Après des excuses publiques du coureur, Discovery Channel maintient son contrat pour 2006. Roulston demande cependant la résiliation de ce dernier et s'engage avec l'équipe Health Net où il rejoint son compatriote Gregory Henderson.

### 2006: Health Net-Maxxis et les problèmes cardiaques
Les premiers mois de Roulston chez Health Net sont couronnés de succès. Il remporte pour la première fois le Tour de Wellington, et brille sur piste s'imposant aux championnats nationaux dans les épreuves de poursuite individuelle et par équipes. Il participe à nouveau aux Jeux du Commonwealth et y obtient la médaille d'argent de la course aux points. Sa carrière va cependant passer proche d'une fin prématurée. En août, une maladie de Naxos est diagnostiquée chez lui. Il retrouve cependant la compétition quelques mois plus tard, s'estimant guéri après avoir suivi une méthode médicale non conventionnelle d'origine japonaise baptisée Reiki. Il parvient même à s'offrir le titre de champion de Nouvelle-Zélande sur route en octobre. Il ne reste cependant pas dans l'effectif d'Health Net-Maxxis.

### 2007-2008: vers les Jeux olympiques de Pékin
Sans contrat professionnel, Hayden Roulston parvient à enregistrer des résultats importants en 2007. En début d'année, il s'impose pour la deuxième fois au Tour de Wellington. En septembre, il est sélectionné en équipe nationale pour les championnats du monde sur route à Stuttgart, après les forfaits de Julian Dean, Greg Henderson et Timothy Gudsell, tous trois blessés. Il participe à la course en ligne, qu'il abandonne. Il clôt sa saison en remportant aux championnats océaniens la course en ligne sur route et la course aux points sur piste, avec Gregory Henderson.
En 2008, Roulston remporte à nouveau des étapes au Tour de Wellington, puis est sélectionné en équipe de Nouvelle-Zélande pour les championnats du monde de cyclisme sur piste à Manchester en mars. Il manque de peu la médaille en poursuite individuelle (4e) et par équipes (4e). Il est également 9e de l'américaine avec Gregory Henderson. Durant les mois qui suivent, il dispute à nouveau des courses sur route pour préparer les Jeux olympiques de Pékin avec les autres pistards néo-zélandais. Il s'impose sur des courses amateures en Belgique (Grand Prix Etienne De Wilde) et en France (Tour des Deux-Sèvres). Aux Jeux, il réalise un excellent parcours en poursuite individuelle. Auteur du deuxième meilleur temps en qualification, il élimine ensuite le jeune américain Taylor Phinney pour se retrouver en finale contre Bradley Wiggins. Le triple champion du monde et champion olympique en titre s'impose. Roulston s'empare de la médaille d'argent. Il rejoint ensuite l'équipe néo-zélandaise de poursuite par équipes pour les demi-finales. En éliminant l'Espagne, Sam Bewley, Marc Ryan, Jesse Sergent et Roulston obtiennent le troisième temps, et se qualifient pour la petite finale. Ils y battent l'équipe d'Australie, tenante du titre, et décrochent la médaille de bronze. Après ces deux podiums, Hayden Roulston achève ses Jeux par l'épreuve de l'américaine avec Greg Henderson, dont ils prennent la dixième place.

### 2009: Cervélo Test Team
En 2009, il rejoint l'équipe Cervélo Test Team, qui compte dans ses rangs le dernier vainqueur du Tour de France Carlos Sastre et le sprinteur Thor Hushovd. Lors du Tour de Californie 2009, il permet à Thor Hushovd de gagner la troisième étape. Lors de la septième étape, il attaque au sein d'une échappée de dix coureurs qui comprend notammebt Fränk Schleck, George Hincapie et Christian Vande Velde. Roulston termine finalement deuxième, battu à la Photo-finish par Rinaldo Nocentini. En juillet, il se classe 79e pour son unique participation au Tour de France.

### 2010-2011: HTC
Il rejoint pour la saison 2010 l'équipe américaine HTC-Columbia pour aider ses leaders Mark Cavendish et André Greipel dans les sprints. Il termine neuvième de Paris-Roubaix en début de saison. En août, il gagne sa première victoire de la saison au Tour du Danemark en remportant la cinquième étape en résistant au retour du peloton dans les derniers kilomètres. En fin de saison, il participe au Tour d'Espagne où il remporte la première étape, un contre-la-montre par équipes avec le Team HTC-Columbia et aux championnats du monde sur route à Melbourne. Dans la foulée, il décroche la médaille d'argent de la course en ligne des Jeux du Commonwealth.
Début 2011, il devient pour la deuxième fois champion de Nouvelle-Zélande sur route.

### 2012-2015: RadioShack/Trek
Il rejoint pour la saison 2012 l'équipe luxembourgeoise RadioShack-Nissan. Il participe au Tour d'Espagne en fin de saison mais abandonne lors de la 13e étape.
Début 2013, il devient pour la troisième fois champion de Nouvelle-Zélande sur route en devançant son coéquipier George Bennett. Il conserve son titre la saison suivante.
À l'issue de la saison 2015, il met fin à sa carrière sur route pour revenir au cyclisme sur piste. Il a pour objectif de participer aux Jeux olympiques de 2016 à Rio, pour prendre ensuite sa retraite sportive. Lors des championnats nationaux sur piste de 2016, il remporte le titre en poursuite par équipes (avec Marc Ryan, Dylan Kennett et Jason Allen) et obtient la médaille d'argent sur le scratch. Sa dernière course internationale sur route est l'An Post Rás, une course par étapes irlandaise en mai 2016. Finalement, durant les Jeux olympiques de Rio, il ne fait pas partie du quatuor Néo-Zélandais qui perd lors de la petite finale et termine quatrième de la poursuite par équipes.

## Palmarès sur route et classements mondiaux

### Par années
| - 1998 - Rice Mountain Classic - 1999 - Champion de Nouvelle-Zélande du contre-la-montre juniors - 10e étape du Tour de Southland - 2001 - 5e étape de l'Essor breton - 2002 - Circuit boussaquin - Une étape du Tour de l'Indre - Tour du Canton de Gémozac - Grand Prix de Montamisé - Pédale d'Or de Ligugé - 3e étape du Tour des Cantons de Mareuil-Verteillac - 2e étape du Tour de Wellington - 2e du Circuit du Mené - 2e du Tour de Wellington - 3e du Tour de l'Indre - 2003 - 2e et 3e étapes du Tour de Vineyards (en) - 7e étape du Tour de Pologne - 2004 - 1re étape du Tour de la Région wallonne - 3e étape du Tour de Southland - 2e du Tour du Doubs - 3e du championnat de Nouvelle-Zélande sur route - 2006 - Champion de Nouvelle-Zélande sur route - Tour de Vineyards (en) : - Classement général - 1re, 2e et 3e étapes - Tour de Wellington : - Classement général - 3e, 5e et 6e étapes - Tour de Southland : - Classement général - 1rea étape - 2e du championnat de Nouvelle-Zélande du critérium - 2007 - Champion d'Océanie sur route - Tour de Wellington : - Classement général - 1re (contre-la-montre par équipes), 4e et 6e étapes - Pegasus Subway Classic - 8e étape des Benchmark Homes Series - Classement général du Tour de Southland - 2e des Benchmark Homes Series | - 2008 - UCI Oceania Tour - 2e et 3e étapes du Tour de Vineyards (en) - 4e et 6e étapes du Tour de Wellington - Grand Prix Etienne De Wilde - Mémorial Henri Garnier - Tour des Deux-Sèvres : - Classement général - 1re et 4e (contre-la-montre) étapes - Tour de Southland : - Classement général - 4e et 5e étapes - 2009 - 1re étape du Tour de Southland (contre-la-montre par équipes) - 2010 - Classement général du Tour de Vineyards (en) - 6e étape du Tour du Danemark - 1re étape du Tour d'Espagne (contre-la-montre par équipes) - Tour de Southland : - Classement général - 7e et 8e étapes - Armstrong Festival of Cycling - Médaillé d'argent de la course en ligne aux Jeux du Commonwealth - 2e du championnat de Nouvelle-Zélande sur route - 9e de Paris-Roubaix - 2011 - Champion de Nouvelle-Zélande sur route - 2e étape du Tour de Vineyards (en) - 2e étape du Tour de Southland - 2012 - 8e étape du Tour de Southland - 2e du Tour de Southland - 2013 - Champion de Nouvelle-Zélande sur route - 2014 - Champion de Nouvelle-Zélande sur route - 2015 - 1re étape du Tour d'Alberta (contre-la-montre par équipes) - 2016 - Le Race |  |

### Résultats sur les grands tours

#### Tour de France
- 2009 : 79e

#### Tour d'Italie
- 2013 : non-partant (17e étape)

#### Tour d'Espagne
- 2010 : abandon (13e étape), vainqueur de la 1re étape (contre-la-montre par équipes)
- 2012 : non-partant (13e étape)

### Classements mondiaux
| Année                  | 2007 | 2008 | 2009 | 2010 | 2011 | 2012 | 2013 | 2014 | 2015 |
| ---------------------- | ---- | ---- | ---- | ---- | ---- | ---- | ---- | ---- | ---- |
| Calendrier mondial UCI |      |      | 198e | 207e |      |      |      |      |      |
| UCI World Tour         |      |      |      |      | nc   | nc   | nc   | nc   | nc   |
| UCI America Tour       |      |      | 181e |      |      |      |      |      |      |
| UCI Europe Tour        |      |      | 792e |      |      |      |      |      |      |
| UCI Oceania Tour       | 4e   | 1er  | 6e   |      |      |      |      |      |      |

## Palmarès sur piste

### Jeux olympiques
- Athènes 2004
  - 7e de l'américaine
- Pékin 2008
  -  Médaillé d'argent de la poursuite
  -  Médaillé de bronze de la poursuite par équipes
  - 10e de l'américaine

### Championnats du monde
- Anvers 2001
  - 6e de la poursuite par équipes
- Stuttgart 2003
  -  Médaillé d'argent de l'américaine
- Melbourne 2004
  - 8e de l'américaine
- Manchester 2008
  - 4e de la poursuite par équipes
  - 4e de la poursuite
  - 9e de l'américaine

### Coupe du monde
- 2002
  - 1er de la poursuite par équipes à Sydney (avec Gregory Henderson, Matthew Randall et Lee Vertongen)
  - 1er de l'américaine à Sydney (avec Gregory Henderson)
  - 2e de la poursuite à Sydney

### Jeux du Commonwealth
- Manchester 2002
  -  Médaillé de bronze de la poursuite par équipes
- Melbourne 2006
  -  Médaillé d'argent de la course aux points

### Championnats d'Océanie
- Invercargill 2007
  -  Champion d'Océanie de l'américaine (avec Gregory Henderson)
- Invercargill 2015
  -  Champion d'Océanie de poursuite
  -  Champion d'Océanie de poursuite par équipes (avec Aaron Gate, Luke Mudgway et Nick Kergozou)

### Championnats de Nouvelle-Zélande
- 2006
  -  Champion de Nouvelle-Zélande de poursuite
  -  Champion de Nouvelle-Zélande de poursuite par équipes (avec Marc Ryan, Heath Blackgrove et James Fairweather)
  - 2e de la course aux points
- 2016
  -  Champion de Nouvelle-Zélande de poursuite par équipes (avec Marc Ryan, Dylan Kennett et Jason Allen)
  - 2e du scratch